# Pandemia de gripe A (H1N1) de 2009-2010 en Paraguay
La pandemia de gripe, también conocida como "gripe porcina", fue declarada en 2009. En Paraguay, se reportaron los primeros casos el 19 de mayo de 2009, convirtiéndose en el decimotercer país en notificar casos confirmados de gripe A (H1N1) en el continente americano. A 30 días del mes de enero de 2010, se habían registrado 1.025 casos confirmados y 47 muertes.  

## Medidas de seguridad
El 28 de abril el Ministerio de Salud Pública y Bienestar Social ya había implementado las medidas de control y prevención, declarándose el Estado de Emergencia Epidemiológica el 30 de abril, debido al avance global de la gripe porcina y al aumento del nivel de emergencia declarado por la Organización Mundial de la Salud (OMS). En previsión, los hospitales y servicios médicos paraguayos se prepararon para la propagación del virus dentro de las fronteras nacionales. 
El 6 de junio, el Ministerio de Educación y Ciencias, en respuesta a ocho nuevos casos sospechosos de gripe A (H1N1), anunció el adelanto de las vacaciones escolares del invierno austral. Asimismo, el 26 de julio, los portavoces del Ministerio de Educación y Ciencias recomendaron a la población evitar que los  menores que presentaran problemas respiratorios, acudieran a las instituciones educativas, para así poder prevenir un contagio masivo en las aulas.
El 30 de julio, el Dr. Iván Allende comentó que en los colegios y escuelas se estaban implementando con éxito los filtros de supervisión para detectar precozmente a las infancias con síntomas de gripe, de manera que pudieran regresarles a sus domicilios para guardar el reposo correspondiente. Esta es considerada una herramienta válida, dado que no amerita repercutir sobre la formación de los estudiantes cuando no existen situaciones epidémicas o epidemiológicas que exijan el cierre compulsivo de colegios o aulas.

## Historial de casos confirmados

### Mayo de 2009
El 19 de mayo, las autoridades sanitarias dieron a conocer que se tenía en observación al rededor de 307 personas procedentes de Estados Unidos (EE. UU.), Canadá y México, y que ingresaron por el Aeropuerto Internacional Silvio Pettirossi. 
Solo se detectaron tres casos sospechosos de estar infectados, uno de los cuales fue descartado, y se trataba del caso de una niña de 11 meses. Los dos casos restantes pertenecían a dos mujeres procedentes de EE. UU.
El 28 de mayo, la Dra. Esperanza Martínez, Ministra de Salud en esos años, confirmó los cinco primeros casos de gripe H1N1 en el Paraguay. Aseguró que los pacientes afectados ya no representaban riesgo de transmisión del virus, ya que superaron la enfermedad, y en su momento, fueron tomadas todas las medidas recomendadas para evitar la dispersión del virus.

### Junio de 2009
El 1 de junio, el Dr. Iván Allende, Director de Vigilancia de la Salud del Ministerio de Salud Pública y Bienestar Social, reportó la existencia de 15 nuevos casos sospechosos. Además, manifestó que los conglomerados en seguimiento afectan a estudiantes de dos instituciones educativas de Asunción, una privada y otra pública, así como a sus familiares. Estos conglomerados no tiene relación entre sí. En uno de ellos hay 10 personas en seguimiento, con síntomas de influenza, todos en su domicilio en buen estado general, pero siguiendo tratamiento con el antivírico específico. En el otro conglomerado, se encuentran 5 personas con las mismas características. El caso índice de uno de los conglomerados fue contacto de la persona procedente de Nueva York, con caso confirmado del nuevo subtipo de Influenza A; mientras que el otro caso índice procede de la Argentina. Las muestras ya fueron remitidas al Laboratorio CDC de Atlanta, EE. UU.; en tanto, un equipo de investigación de respuesta rápida se encontraba analizando los casos.
El 9 de junio, el Dr. Iván Allende anunció la confirmación de 18 nuevos casos de gripe A (H1N1), subiendo de esta manera a 23 los casos confirmados, mientras que 20 casos seguían como sospechosos. Se habían enviado 17 muestras de los pacientes a los EE. UU., de las cuales 11 fueron confirmadas y 6 fueron descartadas. Estos 11 casos confirmados estaban distribuidos de la siguiente manera: 4 corresponden a un conglomerado, en el que también se asumió 7 casos por nexo epidemiológico; y 5 casos al otro conglomerado. Además mencionó que los pacientes con pruebas confirmadas ya estaban curados y reinsertados a sus actividades cotidianas, y destacó que el comportamiento de esta gripe en Paraguay era similar a cualquier gripe estacional. El 17 de junio, el Ministerio de Salud Pública y Bienestar Social notificó 4 casos más de gripe A (H1N1), con eso aumentaba la cifra a 27. Hasta aquel momento existían 32 casos sospechosos, 9 fueron descartados.
El 17 de junio, el Ministerio de Salud Pública y Bienestar Social notificó 4 casos más de gripe A (H1N1), con eso aumentaba la cifra a 27. Hasta aquel momento existían 32 casos sospechosos, 9 fueron descartados.
El 22 de junio, el Viceministro de Salud, Dr. Edgar Giménez, y el Director de Vigilancia de la Salud, el Dr. Iván Allende, comunicaron la confirmación de 7 casos más, de esta manera la cifra de casos confirmados en el Paraguay aumentaba a 55, las nuevas personas con infección confirmada ya se encontraban en distanciamiento social; por otro lado, hasta el momento existían 36 casos sospechosos, los casos en seguimiento correspondían a personas que volvieron de Buenos Aires. Los casos confirmados se encontraban distribuidos en: Asunción, con 10 casos; Departamento Central con 28 casos; Departamento de Cordillera con 13 casos, y 2 casos en los Departamento de Itapúa y Departamento de Caaguazú. Los casos del Departamento de Itapúa y del Departamento de Caaguazú no tenían nexo entre sí, por que eran personas aisladas. Además destacaron que solo uno de los conglomerados tenía relación con Nueva York, y el resto de los casos confirmados con Buenos Aires.De los casos confirmados existía una sola persona con complicaciones de la gripe, hospitalizada en un servicio de la red pública no dependiente del Ministerio de Salud, el resto de las personas estaba estable.
El 26 de junio, el Dr. Iván Allende, informó sobre la confirmación de 30 casos más, de esta forma la cifra de casos confirmados subía a 85 (50% son autóctonos y el resto son cuadros importados); de éstos, 28 corresponden a Asunción, 35 son del Departamento Central, 3 del Departamento de Alto Paraná, 2 casos son del Departamento de Itapúa, 2 del Departamento de Caaguazú, uno del Departamento de Guairá y 14 del Departamento de Cordillera; por otro lado 108 casos se encontraban en seguimiento. Del total de los pacientes confirmados, el 61% eran mujeres. Mientras que hasta aquel momento existían 108 casos sospechosos. Además informó que aún no se registraba una transmisión comunitaria sostenida del nuevo subtipo de gripe A en el Paraguay.También admitió que hasta el momento era muy difícil realizar el trabajo de seguimiento de los casos del virus H1N1, debido a la epidemia por gripe estacional, instalada en aquel entonces en el país.

### Julio de 2009
El 2 de julio, el Ministerio de Salud confirmó 18 casos más, con esto la cifra de casos confirmados aumentaba a 103, además informó que existían 240 casos sospechosos y que 26 casos fueron descartados. Una niña de 8 años oriunda de Luque se encontraba en estado muy delicado en el IPS.
El 3 de julio, la Ministro de Salud, Esperanza Martínez, informó la confirmación de 3 casos más de gripe A (H1N1), totalizando así 106 casos confirmados en el Paraguay. Además señaló la existencia de 274 casos sospechosos, y de 30 descartados. La transmisión comunitaria se registraba sólo en Asunción y en el Departamento Central.
El 7 de julio, el Dr. Iván Allende confirmó 8 casos más de la nueva gripe, de esta forma la cifra de casos confirmados aumentaba a 114, mientras tanto los casos sospechosos aumentaron a 518 y 36 habían sido descartados. Por otro lado, se tenían 795 casos de enfermedades tipo gripe registrados en esa semana, 46 de los cuales eran infecciones respiratorias agudas graves, de las cuales 9 se encontraban en unidades de cuidados intensivos. Además indicó que las camas de terapia intensiva en aquel momento estaban absolutamente ocupadas por diferentes patologías, un porcentaje de ellas estaba siendo ocupada por infecciones respiratorias agudas graves y esa era una situación que podía desbordarse en los siguientes meses, entonces era importante evitar que las personas llegasen a una etapa en la que requiriese de asistencia respiratoria mecánica, por tanto, la consulta precoz era indispensable para evitar ese tipo de situaciones.
El 10 de julio, el Dr. Iván Allende comunicó que la cifra de casos confirmados aumentaba a 118, además señaló la existencia de 984 casos sospechosos, y 36 descartados. Con respecto a la vigilancia de casos graves en terapias intensivas a nivel nacional, la red que controlaba el Ministerio informó de 73 personas internadas en aquellas unidades por infecciones respiratorias y, con el seguimiento de 22 establecimientos de salud, se habían detectado 64 personas, 13 de ellas menores de 15 años, 51 mayores de 16; 22 de éstas tenían La presencia de uno o más afecciones que podría llevar a casos grave de salud, todavía se contaba con 7 camas disponibles en las terapias según lo manifestado por el Dr. Allende. Las morbilidades que se encontraron eran el asma, el embarazo, la diabetes y la cardiopatía crónica.
El 13 de julio, según las autoridades sanitarias el número de casos confirmados asciende a 125 y existe un total de 1.088 casos sospechosos. En todo el sistema de salud, 87 niños y 127 adultos permanecen internados en terapia intensiva por cuadros respiratorios.
El 15 de julio, el Dr. Iván Allende informó que la cifra de infectados por la nueva cepa viral subía a 150, mientras que 1.330 casos sospechosos han sido reportados. Actualmente el Paraguay cuenta con unas 279 camas de terapia intensiva en todo el país. El martes 14 de julio, 30 de ellas estaban libres, y las otras se dividían entre pacientes con infecciones respiratorias, y otras con otras patologías, muchos de ellas con politraumatismos debidos a accidentes de tránsito. Recientemente, el Hospital de Clínicas inauguró 12 nuevas camas de terapia.
El 17 de julio, el Dr. Iván Allende comunicó que el número de casos confirmados asciende 164, en tanto se reportan 1.748 casos sospechosos y 40 fueron descartados. En cuanto a las consultas, manifestó que la semana pasada se dieron 14.269 consultas por enfermedades de tipo influenza, neumonías y neumonías graves. Haciendo un conteo de 28 establecimientos que cuentan con camas de terapia intensiva en la Gran Asunción, se tienen registrados hasta hoy a 86 mayores de 15 años en cuidados intensivos, a 36 menores de 15 años y a un recién nacido, esto nos da un porcentaje de ocupación de camas de alrededor del 40% por Infecciones Respiratorias Agudas. También precisó que quedan 57 camas de terapia disponibles en Asunción.
El 20 de julio, las autoridades sanitarias informaron que los casos confirmados de influenza A (H1N1) aumentan a 175, por otro lado, los casos sospechosos ascienden a 2.017. Con respecto a la distribución de estos casos, especificó que el 50% de los afectados tienen más de 15 años; el 25% está concentrado en el grupo de adultos jóvenes, entre los 20 y los 39 años de edad; y el 15% en el grupo de 5 a 14 años, el resto es el grupo de los menores de 5 años (10%). Además, el 54% corresponde a mujeres y el 46% a varones. Referente a la dispersión del agente infeccioso, sigue siendo la misma reportada la semana anterior, con 11 departamentos afectados, pero con circulación comunitaria sostenida en Asunción y en el Departamento Central, que son las áreas con más de 10 casos confirmados. Aclaró que todavía no se reportaron casos sospechosos ni confirmados en el Departamento de Presidente Hayes, en el Departamento de Alto Paraguay, en el Departamento de Canindeyú, en el Departamento de Caazapá, en el Departamento de Misiones y en el Departamento de Ñeembucú.
En cuanto a las Unidades de Terapia Intensiva, explicó que hay más camas disponibles en el sistema de salud, haciendo un monitoreo de los 28 establecimientos de Asunción y Central, incluyendo al sector público, privado y la seguridad social, se han registrado el uso de 310 camas; hasta el mediodía de hoy de han registrado 138 pacientes hospitalizados en Terapia Intensiva relacionados con cuadros respiratorios graves, 93 de ellos mayores de 15 años, 33 menores de 15, y 12 recién nacidos. Según el profesional, hay 19 camas disponibles para adultos y 28 pediátricas, lo que da un total de 47 camas de Terapia Intensiva disponibles; en este momento el 44.5% de 310 camas están siendo ocupadas por infecciones respiratorias; 40% por otras patologías y el 15% de las camas está disponible.
El 22 de julio, según la cartera sanitaria el número de casos confirmados de influenza A (H1N1) asciende a 185, los sospechosos aumentan a 2.396 y 40 fueron descartados. Además de Asunción y Central, que siguen concentrando la mayor cantidad de casos confirmados de la Influenza A (H1N1), se confirmaron casos en el Departamento de Itapúa, en el Departamento de Ñeembucú, y en el Departamento de Cordillera. Además indicó que los departamentos de Paraguarí, Ñeembucú, Itapúa, Misiones, Alto Paraná, Caaguazú, Guairá, Concepción, Amambay, y Presidente Hayes presentan más de 10 casos sospechosos, pero aún no han confirmado casos y se estudia también una probable transmisión comunitaria. El profesional señaló que el 35% de los infectados son personas cuyas edades oscilan entre los 20 y los 39 años; el 25% son adolescentes y escolares, entre 5 y 14 años; además, el 55% son mujeres, con respecto a la distribución total. En cuanto a la disponibilidad de camas de terapia intensiva, manifestó que, de 29 establecimientos de salud monitoreados, con 313 camas disponibles para hospitalización, 112 están ocupadas, 40 por niños menores de 15 años, y 72 por personas por encima de los 15 años; según subrayó el Dr. Allende, no se registran recién nacidos hospitalizados por cuadros graves. También señaló que se dieron 6.400 consultas por infecciones respiratorias, a diferencia de 6200 que se dieron la semana anterior.
El 27 de julio, el Dr. Iván Allende informó que hasta la fecha se han confirmado 195 casos, y 2.642 casos se hallan como sospechosos. De los 195 casos confirmados, el 35% afecta a personas de 20 a 39 años, el 25%, a personas de 5 a 14 años; el 10%, a personas de 1 a 4 años, y un 9% ,a personas de 40 a 49 años. Los principales departamentos afectados son Cordillera, Guairá, Caaguazú, Itapúa, Misiones, Alto Paraná, Ñeembucú, Amambay, Presidente Hayes, además de Asunción y Central, éstos dos últimos son los lugares donde se registra una transmisión comunitaria sostenida. En cuanto a las camas de terapia intensiva, de 29 establecimientos sanitarios monitoreados de salud pública, del sector privado y de la seguridad social, hay 33 camas disponibles, 29 en adultos y 4 en pediatría. Informó que el porcentaje de camas ocupadas por neumonías es de 38,5%; el 51% de las camas están siendo ocupadas por otras enfermedades. De las camas ocupadas, 83 son mayores de 15 años, 33 son de niños y uno de un recién nacido.
El 30 de julio, la Cartera Sanitaria del país confirmó 27 casos más de gripe porcina, totalizando de esta manera 223 casos en Paraguay y declaró que existen aproximadamente 3.492 casos sospechosos. Además señaló que a diferencia de semanas anteriores en las que se registró un aumento considerable de consultas por enfermedades tipo influenza e infecciones respiratorias en la Gran Asunción, ahora se da una tendencia a la disminución de estas consultas en dicho lugar; sin embargo, hay indicios de que están aumentando los casos en las capitales departamentales del resto del país, principalmente en los departamentos Alto Paraná e Itapúa.

### Agosto de 2009
[actualizar]
El 3 de agosto, el Doctor Iván Allende, Director de Vigilancia de la Salud del Ministerio de Salud Pública y Bienestar Social, señaló que hasta la fecha existen 228 casos confirmados de la gripe pandémica y aproximadamente 3.600 casos se encuentran como sospechosos; 42 casos fueron descartados. Además dio a conocer que los departamentos de San Pedro y Caazapá son los únicos que no presentan una transmisión comunitaria sostenida del virus de la Influenza A (H1N1).
También comunicó que se registró un total de 25.000 consultas en todo el país, solo en la semana epidemiológica N.º 29.
En cuanto al monitoreo de las hospitalizaciones a causa de enfermedades agudas graves como las neumonías y las neumonías graves, señaló que se vio que los establecimientos con terapias intensivas registraron 97 personas hospitalizadas, 78 de ellas mayores de 15 años, 16 menores de 16, y 3 recién nacidos. Quedan 81 camas disponibles, es decir, se tiene un 10% de disponibilidad de camas en la UTI (Unidad de Terapia Intensiva).
El 7 de agosto, el Dr. Iván Allende informaron de que actualmente existen 244 casos confirmados, y 3.629 casos sospechosos están en espera de confirmación de sus resultados.
Además comentó que la epidemia paraguaya del virus de la gripe A (H1N1) tiene una dispersión geográfica generalizada, ya que hay casos reportados en todos los departamentos, además comentó que el único departamento libre de una transmisión comunitaria sostenida del virus es San Pedro. 
Con respecto al monitoreo de las neumonías, en las últimas 3 semanas, hubo un descenso de las consultas en todas las edades por neumonía en general. El descenso se puede ver, sobre todo, en los menores de 5 años. La vigilancia de las neumonías graves de las últimas 3 semanas en todas las regiones sanitarias registró 701 consultas, se puede notar un aumento de las notificaciones en la semana 30 (semana pasada) pero está dentro de lo esperado para esta época del año. Entonces, con respecto a neumonías y neumonías graves el número de casos que se registra este año es similar al de años anteriores sin pandemia. Las consultas por gripe están aumentando en los departamentos de Misiones y Alto Paraná. En cuanto al monitoreo de las camas de terapia intensiva, el profesional indicó que se registran prácticamente un 20% de camas disponibles. Hay 82 personas hospitalizadas en 28 establecimientos de salud que tienen camas de terapia intensiva, 54 de ellas por encima de los 15 años y 27 son niños hasta los 15 años y 1 recién nacido. Hay 71 camas disponibles de terapia intensiva en Asunción y el Área Metropolitana. 
Esta situación es diferente en el interior del país donde sí hay una saturación de las camas de terapia y es necesario derivar pacientes hasta Asunción.
El 10 de agosto, el Dr. Diego Gamarra, Director de Desarrollo de Servicios de Salud del MSP y BS (Ministerio de Salud Pública y Bienestar Social), comunicó que hasta la fecha se confirmaron 261 casos, en tanto se da seguimiento a 3.629 sospechosos y se descartaron 44 notificaciones. En las últimas tres semanas se registró un descenso importante de las consultas por enfermedades respiratorias, que fueron sobre todo muy acentuadas en la semana que pasó. Durante estas tres semanas se registraron un total de 32.664 consultas por ETI (Enfermedades Tipo Influenza). El Departamento de San Pedro es el único libre de una transmisión comunitaria del virus de la influenza.
Además se refirió al descenso franco en el porcentaje de ocupación de camas de terapia intensiva por casos de Infecciones Respiratorias Agudas Graves (IRAG) en los últimos días, ya que solamente el 20% de las camas ocupadas corresponden a este tipo de dolencia, es decir 61 personas.
El 14 de agosto, el Viceministro de Salud Pública y Bienestar Social, Dr. Edgar Giménez, informó que persiste la transmisión comunitaria de la gripe A (H1N1) en Paraguay; que los casos confirmados de esta enfermedad suman 421, con el ingreso de unos 160 correspondientes a los últimos días del mes de julio, por otro lado, reconoció que 4.336 casos sospechosos de la temida gripe siguen en espera de confirmación o descarte.
Las 160 nuevas confirmaciones se distribuyen en las regiones del Alto Paraná, Central y Boquerón, y estos datos muestran que en estas regiones también existe circulación del virus, que podría desafiar el sistema de salud en el caso de que no se controlen las notificaciones en los servicios. En cuanto a las consultas por problemas respiratorios registradas en los servicios, el profesional destacó que han disminuido significativamente, pero que esto no significa que se tenga que bajar la guardia por parte de la ciudadanía.
Respecto al comportamiento de la epidemia de Influenza en el país, Dr. Edgar Giménez reconoció que se mantiene con intensidad moderada y que se trasladó de la Gran Asunción al interior del país, las regiones que llaman la atención, en este momento, son Misiones, Alto Paraná e Itapúa.
En el departamento San Pedro, se realiza un estudio para buscar eventuales brotes ocultos, ya que en esta zona no se registra transmisión comunitaria. En la fecha, las camas de terapia intensiva disponibles son 56, de un total de 304 instaladas. Según el Viceministro, se ha logrado incrementar en gran medida este servicio, gracias a las alianzas establecidas con el sector privado y con el Hospital de Clínicas.
El 17 de agosto, el Dr. Iván Allende, Director de Vigilancia de la Salud del MSP y BS, indicó que hasta la fecha se registran 430 casos confirmados de gripe A H1N1 en nuestro país, así como 4.681 casos sospechosos.
Además explicó que a nivel nacional, todas las regiones sanitarias presentan circulación del virus H1N1, a excepción del Departamento de San Pedro que no reporta una situación epidemiológica que apunte a una transmisión comunitaria sostenida de este agente infeccioso en sus ciudades.
El máximo pico de consultas por gripe A (H1N1) en Paraguay lo vivimos en la semana epidemiológica 28, hace 4 semanas atrás; en este momento la tendencia es a decrecer, tanto del virus nuevo como de los otros virus influenza.
También señaló que el impacto sigue siendo moderado sobre los servicios de salud debido a que no se da una sobredemanda de camas ocupadas por pacientes con IRAS. Esto se refleja en el monitoreo de los 28 establecimientos de salud que tienen unidades de cuidados intensivos; hoy por hoy, solo el 23% de las camas de terapia intensiva están siendo ocupadas por IRAG; el resto de las camas, casi el 60%, están siendo ocupadas por pacientes con otras patologías, y hay un 18% de camas disponibles en este momento en 28 establecimientos, que totalizan 304 camas en Asunción y Central. En otro momento, mencionó que en los departamentos del interior, solo Itapúa y Ñeembucú informaron de un aumento de la demanda de ocupación de camas por encima de lo esperado para esta época del año.
En esta semana el Ministerio de Salud tuvo 7.356 consultas por infecciones respiratorias.
Finalmente, en cuanto al oseltamivir se está viendo una disminución de la compra de esta droga en Asunción y Central.
El 21 de agosto, el Dr. Iván Allende, reportó que en el Paraguay se confirmaron 472 casos de gripe A (H1N1), y que 4681 siguen en sospecha. Además indicó que la tendencia de la epidemia es decreciente, ya que la actividad de la gripe es menor, ya que el número de casos notificados de gripe o del síndrome gripal o enfermedad tipo influenza ha descendido sistemáticamente en las últimas semanas en todos los grupos etarios.
En Asunción se registró una disminución del 50% de consultas por gripe en las dos últimas semanas, según lo informó el Dr. Iván. Pero, no obstante, la intensidad de la actividad de influenza todavía sigue siendo importante debido a que la cantidad de personas afectadas en esta época del año es superior a la del año pasado. Esta situación refleja claramente el efecto pandémico sobre la etapa estacional de la gripe en Paraguay.
El profesional informó además que el impacto en los servicios de salud sigue siendo moderado debido a que las consultas no han sobrepasado la capacidad de respuesta de los servicios de salud de la red pública ni tampoco de otras redes que forman parte del Sistema Nacional de Salud. Con respecto al comportamiento de los tipos de gripes, algunas regiones sí tuvieron todavía un aumento de las consultas con respecto a las semanas anteriores. Por ejemplo, el Departamento de Concepción tuvo un incremento del 76% de consultas por infecciones respiratorias, el Departamento de San Pedro tuvo un incremento también del 76%; el Departamento de Cordillera, tuvo un incremento del 21%; el Departamento de Caaguazú, tuvo un incremento del 42%; el Departamento de Caazapá, tuvo un incremento del 19%; el Departamento de Alto Paraná, tuvo un incremento del 21%;  el Departamento de Ñeembucú, también tuvo un incremento del 21%; el Departamento de Amambay, tuvo un incremento del 10%; el Departamento de Canindeyú, tuvo un aumento del 18%,el Departamento Central solo tuvo un incremento del 9%;y el Departamento de Presidente Hayes, tuvo un incremento del 1%.
Las demás regiones sanitarias del país o departamentos han tenido una disminución de las consultas por gripe, pero el Ministerio de Salud aconseja que las personas de todo el territorio deben seguir observando las medidas de prevención y las autoridades sanitarias deben mitigar la aparición de casos graves en los servicios de salud para evitar la mortalidad.

### Septiembre de 2009
El 4 de septiembre, el Dr. Iván Allende comunicó la confirmación de 22 casos más de gripe A (H1N1) con los cuales la cifra de casos confirmados trepa a 494, mientras tanto el número de casos sospechosos es de 5.440, se han descartado 155 casos. Por otro lado, destacó que se registra un aumento del 50% de las consultas por IRAS y ETI en tres regiones sanitarias, San Pedro, Guairá y Misiones; mientras que se mantuvo el número de consultas en Cordillera, Itapúa, Paraguarí, Ñeembucú y Presidente Hayes, y se observó una caída del 50% de las consultas en Asunción. Además informó que desde el mes de mayo se registraron más de 121.600 consultas por infecciones agudas graves y enfermedades tipo influenza en todo el país, y, que con respecto a la semana epidemiológica anterior, la N.º 34, en esta semana hay una disminución del 3,56% del total de consultas.
El 11 de septiembre, el Dr. Iván Allende comunicó que ya se han confirmado 515 casos de gripe porcina en el Paraguay, se descartaron 186 casos y quedan por descartar o confirmar 4.499 casos sospechosos. Por otro lado se registraron 130.033 consultas de ETI desde mediados de mayo y hasta la fecha en todas las edades en todo el país. Con respecto a la semana anterior (SE 34) se observa una disminución de 11,96% en las consultas. Las Regiones Sanitarias que registraron aumento en las notificaciones por ETI, con respecto a la semana anterior son: Concepción (43,36%), Asunción (39,85%), Ñeembucú (20,63%; en descenso se encuentran más del 50% de las regiones de todo el país. Las regiones que registran el mayor porcentaje de disminución son: Misiones (51,17%), San Pedro (50%), Guairá (49%), Presidente Hayes (37,80), Paraguarí (32,23 %), Caazapá (26, 77%).
El 21 de septiembre, la Dirección de Vigilancia de la Salud, del Ministerio de Salud Pública y Bienestar Social (MSP y BS), señaló que hasta la fecha se registran 523 casos confirmados de Influenza A H1N1 en nuestro país, mientras que 5.661 continúan como sospechosos. 
La dispersión geográfica es generalizada, con casos en todas las regiones del país. La tendencia es decreciente, según lo muestra la vigilancia epidemiológica, aunque continuamos en franca epidemia.
La intensidad de actividad de ETI (Enfermedades Tipo Influenza) es alta; es decir aún hay una proporción de población afectada, superior a lo esperado para esta época del año; El impacto en los servicios de salud es moderado, es decir, el sistema de salud es capaz de absorber la demanda generada por la epidemia. Además informó que las Regiones Sanitarias que registraron aumento en las notificaciones por Enfermedades Tipo Influenza, con respecto a la semana anterior en más del 50% son: San Pedro y Canindeyú; en cambio, las que presentan un aumento menor al 50% son Cordillera y Guairá. Las demás regiones se encuentran en descenso. Por otro lado, destacó que por criterios de gravedad, han requerido hospitalización 102 casos, lo que representa una tasa de hospitalización por IRA (Infecciones Respiratorias Graves) de 1,64 por 100.000 habitantes. La media de edad de los pacientes afectados es 23 años (rango que va entre menores de un año a 85 años). Las mayores tasas de IRA grave confirmadas se presentaron en: el Departamento de Boquerón (5,50 por 100.000 hab.), seguido por Asunción (4,63 por 100.000 hab.), Guairá (2,05 por 100.000 hab.) y el Departamento de Presidente Hayes (2,00 por 100.000 hab.); 20% de los pacientes presentan antecedentes de comorbilidad. El porcentaje de camas ocupadas en UTI por IRAG es 15,18%. El 63,04% restante se encuentran ocupados por otras causas. Camas disponibles adultos: 51; Camas disponibles pediatrías: 15; Total de camas disponibles: 66 (21, 78%).
El 25 de septiembre, la Dra. Águeda Cabello, de la Dirección General de Vigilancia de la Salud, comunicó que la cifra de casos confirmados de Influenza A (H1N1), trepo a 613. Además señalo que hay que tener en cuenta que seguimos con circulación viral en todo el país, se sigue con la dispersión creciente y esto es como una fluctuación. Con lo que se refiere a ETI sigue todavía en fase epidémica y las enfermedades agudas graves se encuentran en período de alerta. Entonces pueden surgir todavía estas fluctuaciones que dependen también del tenor de las notificaciones. En esta semana se vio un incremento en el número de casos sospechosos con relación a la semana pasada. Este incremento, principalmente, se dio en Asunción, en el Departamento de Misiones y en el Departamento de Caazapá. En menor proporción, en el Departamento de Concepción, en el Departamento Central y en la ciudad de Villa Hayes.

### Octubre de 2009
El 2 de octubre, la Dirección de Vigilancia de la Salud informó que hasta la fecha fueron confirmados 639 casos, siguen como sospechosos 5.988 casos y se descartaron 296. Además explicó que hasta la semana epidemiológica 38, en las consultas de ETI e IRAG, se observa una disminución del 22,90%, con respecto a la semana anterior. El total de consultas por Neumonías Graves (IRAG) en las últimas tres semanas, en todas las edades y en todas las regiones sanitarias del país, asciende a 523. Respecto a la semana anterior se observa una disminución en las consultas en un 23,67%. El 12,54% de las camas de Unidad de Terapia Intensiva están ocupadas por personas con Infecciones Respiratorias Agudas Graves. El 58,75% restante se encuentra ocupado por pacientes con otras causas, según indica la dirección. Así también, informa que el número de camas disponibles para adultos es de 65 unidades, mientras que 22 camas están disponibles en pediatría, totalizando 28,71% de camas disponibles, unas 87 unidades.
El 9 de octubre, el Dr. Iván Allende informó que se han confirmado 682 casos de Influenza A (H1N1), 313 fueron descartados y que 6044 siguen como sospechosos.
Además anunció que el 83% de los departamentos del país notificaron un aumento de las consultas por enfermedades tipo influenza y neumonías graves, en las últimas semanas. Este aumento fue aún más notorio en tres departamentos: Concepción, Misiones y Central.
Hasta la fecha, de 7039 casos notificados como sospechosos de H1N1, 682 fueron confirmados en todo el país, 6044 continúan pendientes de muestras, 313 fueron descartados y en 42 pacientes fallecidos se detectó la presencia de virus H1N1. En cuanto a la distribución de los casos confirmados de H1N1, se dio en todas las edades, pero más marcadamente en el grupo de 20 a 39 años, y especialmente las mujeres, según especificaciones del epidemiólogo. Además, detalló que se tienen registradas 153.367 consultas por ETI, y que en la semana 38 hubo un aumento de las consultas, del 19%;, en cuanto a las neumonías graves, en las últimas tres semanas, en todo el país, se registraron 500 consultas. Indicó también que hay disminución, respecto a la semana 38, del 14% de casos de neumonías graves, esto es un dato importante que se refleja en la demanda que tienen los servicios de salud por casos de neumonía; el país sigue teniendo una demanda leve a moderada en cuanto a servicios de salud; y en el monitoreo de las terapias intensivas, sobre 197 camas disponibles en Asunción y Central, hay 25% de camas libres y solo un 10% está ocupada por IRAG, por eso la epidemia tiene un menor impacto en las poblaciones en este momento.
El 23 de octubre, el Dr. Iván Allende, informó que hasta la fecha se confirmaron 782 casos de Influenza A (H1N1), 100 nuevos casos desde el último reporte, y que se trata de muestras procesadas entre los meses de junio y septiembre.
Además informó que actualmente se da una disminución importante de la actividad de la gripe porcina, pero se ha registrado un repunte de consultas por enfermedades de tipo influenza y las infecciones respiratorias agudas graves.

### Noviembre de 2009
El 2 de noviembre, el informe remitido por la Dirección General de Vigilancia de la Salud señala que con el último caso confirmado la última pasada de octubre, el número de afectados por la enfermedad ascendió a 850.
El 23 de noviembre el Ministerio de Salud Pública y Bienestar Social (MSPBS) informa que los casos confirmados de Influenza A (H1N1) ascienden a 953. De los cuales 6 745 eran sospechosos, 389 descartados y habían fallecido 43 personas por el virus.
La mayoría de los casos confirmados en los últimos meses del año, corresponden a casos sospechosos detectados con anterioridad, pero que recientemente fueron confirmados por laboratorio. Si bien en los últimos años del 2009 y principios del año 2010 aún persistía el virus, su actividad pandémica fue disminuyendo.

## Muertes
El 1 de julio, el Ministerio de Salud Pública y Bienestar Social confirmó la muerte de un hombre de 60 años por Gripe A (H1N1), quien había ingresado en el Sanatorio Privado San Roque de Asunción. Este paciente era portador de una cardiopatía (operado de cirugía valvular y con síntomas de insuficiencia cardiaca congestiva global). Esta persona es la primera persona en morir por gripe porcina en el Paraguay.
El 5 de julio, el Ministerio de Salud Pública y Bienestar Social confirmó la muerte de una niña de ocho años de edad, internada en el IPS. La causa de su muerte se debió a una falla multiorgánica causada por la complicación del virus A (H1N1). Diario Última Hora (06-07-2009)
El 6 de julio, las autoridades sanitarias informaron que ya son tres los muertos por ésta nueva cepa viral, el tercer fallecido es un menor de once meses que vivía en Luque, cuya muerte se produjo durante el fin de semana en el IPS. Estas tres persona forman parte de un grupo de 24 muertes producidas por infecciones respiratorias.
El 15 de julio, el número de víctimas fatales de la gripe A (H1N1) en Paraguay aumentó a seis. Estas seis personas fallecidas forman parte de un grupo de cuarenta que murieron en las últimas tres semanas a causa de infecciones respiratorias. Además indicó que se registraron 49 decesos hasta la fecha (incluyendo estas 8), 21 de ellos durante esta semana.
El 16 de julio, asciende a 7 las víctimas fatales por gripe porcina. El fallecido era un niño de 12 años, oriundo de Luque, permaneció internado durante tres días en la unidad de terapia intensiva del IPS con diagnóstico de síndrome de distrés respiratorio agudo, neumonía grave bilateral, insuficiencia respiratoria aguda y síndrome convulsivo.
El 17 de julio, el Ministerio de Salud confirmó la muerte dos personas más por influenza A (H1N1), uno de ellos fue reportado por la morgue judicial y el otro por el IPS, de ésta manera sube a 8 las muertes producidas por la nueva gripe.
El 20 de julio, el Dr. Iván Allende informó a cerca de la confirmación de dos muertes más por influenza A (H1N1), de ésta forma las víctimas fatales de la nueva gripe trepan a 10. En total se han producido 53 muertes por Infecciones Respiratorias.
El 22 de julio, las autoridades sanitarias comunicaron la confirmación de tres muertes más, de ésta manera aumenta a 13 las muertes por ésta cepa viral. En total han muerto 80 personas por infecciones respiratorias.
El 27 de julio, el Ministerio de Salud comunicó la confirmación de una muerte más por gripe porcina, con ésta la cifra de muertos sube a 14 en el Paraguay. En total han muerto 87 personas por infecciones respiratorias. Además destacó que la gran mayoría de los fallecidos tiene un porcentaje de comorbilidad asociada o un factor de riesgo para la complicación o la muerte, pero que también, la gran mayoría de ellos, con o sin factores de riesgo, llegan a las consultas de manera tardía, con más de tres días de presencia de síntomas, lo cual colabora con el desenlace inesperado de una neumonía que puede tener resorte en los servicios de salud.
El 29 de julio, el Ministerio de Salud Pública y Bienestar Social del Paraguay confirmó la muerte por influenza A(H1N1) de una niña proveniente de Ciudad del Este que había fallecido el 29 de julio por una falla multiorgánica en el Instituto de Previsión Social (IPS), con ésta, la cifra de muertes sube a 15.
El 30 de julio, el Ministerio de Salud recibió nuevos reportes del CDC de Atlanta confirmando 4 nuevos fallecidos, es decir de 15 fallecidos con diagnóstico de influenza A(H1N1), la cifra de muertes trepa a 19.
El 3 de agosto, la Cartera Sanitaria confirmó 3 muertes más por gripe porcina, aumentando de ésta manera de 19 a 22 las muertes confirmadas por influenza A (H1N1) en Paraguay. En total han muerto 139 personas por infecciones respiratorias. Además informó que hubo mucha mortalidad a causa de enfermedades respiratorias durante este fin de semana, en el que se corroboraron 19 muertes, 1 de ellos en Caaguazú, otro en Itapúa, y el resto en Asunción y área metropolitana. La letalidad global en Paraguay por Influenza A H1N1 es de 0,18%, según reportes del Ministerio de Salud.
El 4 de agosto, las autoridades sanitarias informaron que actualmente existen 24 muertes por gripe porcina en Paraguay. Se trata de dos pacientes de 30 y 69 años de edad, mientras que la causa de la muerte de otra paciente de 62 años se mantiene en la categoría de sospecha del nuevo tipo de gripe A.
El 7 de agosto, hasta la fecha el número de muertes por influenza A (H1N1) asciende a 27, estos tres casos nuevos de fallecimientos confirmados corresponden a personas jóvenes de Asunción; de los 27 casos confirmados de muertes, 18 tenían una enfermedad asociada. Esta mortalidad también se distribuye en todas las regiones sanitarias, los únicos departamentos que no registran fallecimientos por casos confirmados de H1N1 son Alto Paraguay y Boquerón, el resto de las regiones tiene al menos 1 caso confirmado de fallecimiento, pero la gran cantidad se ubica en Asunción, Central e Itapúa, que son las regiones sanitarias que registran la mayor cantidad de casos confirmados de fallecimientos desde la semana epidemiológica N.º 26 hasta el momento, indicó el Dr. Iván Allende, Director General de Vigilancia de la Salud del MSP Ministerio de Salud Pública). Hasta el momento han muerto 154 personas por infecciones respiratorias.
El 14 de agosto, el Dr. Edgar Giménez informó que las defunciones por gripe porcina ascienden a 39, debido a la confirmación de 12 muertes más. También señaló que desde la semana epidemiológica 26 hasta la 32, se registró una tasa de letalidad del 0,24%. Hasta el momento han muerto 174 personas por infecciones respiratorias.
El 21 de agosto, el Dr. Iván Allende comunicó que la cifra de muertes por gripe porcina asciende a 41, la tasa de letalidad es de del 0,27%. Hasta el momento han muerto 188 personas por infecciones respiratorias.
El 11 de septiembre, el Dr. Iván Allende comunicó que la cifra de muertes por influenza A (H1N1) aumenta a 42, ésta persona falleció el 7 de septiembre. De estas muertes, en 30 (71%) casos se ha detectado alguna comorbilidad y el mayor número se concentra en la semana epidemiológica 28 (12 al 18 de julio), observándose luego una disminución. En tanto que el total de fallecidos por IRAG (incluyendo la gripe A), desde la semana epidemiológica 26 hasta la fecha, asciende a 259. Se registra una tasa de letalidad de: 0,22.
El 21 de septiembre, la Dirección de Vigilancia de la Salud comunicó que las muertes confirmadas por influenza A (H1N1), se mantienen en 42.
El 25 de septiembre, la Dra. Águeda Cabello, de la Dirección General de Vigilancia de la Salud, informó que la cifra de muertes por gripe porcina sigue manteniéndose en 42.
El 2 de octubre, la Dirección de Vigilancia de la Salud informó que el número de fallecidos confirmados por Influenza A H1N1 se mantiene en 42. De estos, en 30 (71%) casos se ha detectado alguna comorbilidad y el mayor número se concentra en la semana epidemiológica 28 (12 al 18 de julio), observándose luego una disminución. La última muerte confirmada se produjo el 7 de septiembre.
En tanto que el total de fallecidos por IRAG, desde la semana epidemiológica 26 hasta la fecha, asciende a 259. Se registra una tasa de letalidad de: 0,22.
El 9 de octubre, la cifra de muertos por Influenza A(H1N1) sigue manteniéndose en 42.

### Otros
- Gripe A (H1N1), Organización Mundial de la Salud
- Fases pandémicas de la OMS
- Influenza Research Database Database of influenza sequences and related information.
- Centers for Disease Control and Prevention (CDC): Swine Influenza (Flu) (inglés)
- Medical Encyclopedia Medline Plus: Swine Flu (inglés)
- Medical Encyclopedia WebMD: Swine Flu Center (inglés)
- Organización Mundial de la Salud (OMS): Gripe porcina (español)
- Centros para el Control y la Prevención de Enfermedades: Influenza A (H1N1) (gripe A H1N1) (español)
- Enciclopedia Médica Medline Plus: Gripe porcina (español)

- Datos: Q5413027